# Gobernación de El Cairo
La Gobernación de El Cairo (en idioma árabe: القاهرة) junto con otras veintiséis gobernaciones egipcias, componen la subdivisión principal de la República Árabe de Egipto. Su capital es la ciudad de El Cairo, que es también la capital nacional de Egipto. 
La gobernación fue reducida en territorio en abril de 2008 para formar otra gobernación separada de El Cairo, la Gobernación de Helwan, creada en abril de 2008 y disuelta en abril de 2011. Esta gobernación es el principal centro económico del país.

## Distritos con población estimada en julio de 2017
- 15 Māyū 93,879
- 'Ābidīn 40,450
- Ad-Darb al-Aḥmar 58,677
- 'Ain Schams 616,374
- Al-Amīriīah 153,046
- Al-Azbakiyah 19,826
- Al-Basātīn 497,041
- Al-Jamāliyah 36,485
- Al-Khalīfah 105,578
- Al-Ma'ādī 88,869
- Al-Marj 801,222
- Al-Ma'ṣarah 270,907
- Al-Maṭariyah 604,428
- Al-Muqaṭṭam 224,860
- Al-Mūskī 16,715
- Nuevo Cairo 136,271
- Al-Waylī 79,548
- An-Nuzhah 231,987
- Ash-Sharābiyah 187,806
- Ash-Shurūq 87,565
- As-Sāḥil 317,442
- As-Salām 482,271
- As-Sayyidah Zaynab 136,722
- At-Tibbīn 72,276
- Aẓ-Ẓāhir 72,101
- Az-Zamālik 14,993
- Az-Zāwiyah al-Ḥamrā' 319,198
- Az-Zaytūn 174,738
- Bāb ash-Sha'riyah 46,823
- Būlāq 48,301
- Dār as-Salām 527,335
- Hada'iq al-Qubbah 317,092
- Ḥulwān 522,927
- Madīnat an-Naṣr 626,834
- Madīnat Badr 31,398
- Heliopolis 134,549
- Miṣr al-Qadīmah 251,125
- Munsha'āt Nāṣr 259,205
- Qaṣr an-Nīl 10,596
- Rūd al-Faraj 146,102
- Shubrā 76,942
- Ṭurah 231,154

## Demografía
La gobernación de El Cairo posee un territorio que se extiende sobre una superficie de 214 kilómetros cuadrados. En la gobernación se encuentra una población de 7.786.640 personas. Si se consideran los datos anteriores, se puede deducir que la densidad poblacional de esta gobernación es de 36.386 habitantes por cada kilómetro cuadrado.
| Población Histórica de la Gobernación de El Cairo | Población Histórica de la Gobernación de El Cairo | Población Histórica de la Gobernación de El Cairo |
| Año                                               | Habitantes                                        | Censo de Población                                |
| ------------------------------------------------- | ------------------------------------------------- | ------------------------------------------------- |
| 1986                                              | 6 052 836                                         | Censo egipcio de 1986                             |
| 1996                                              | 6 800 991                                         | Censo egipcio de 1996                             |
| 2006                                              | 7 902 085                                         | Censo egipcio de 2006                             |
| 2017                                              | 9 539 673                                         | Censo egipcio de 2017                             |
| 2020                                              | 9 947 046                                         | Estimaciones del CAPMAS                           |
| 2027                                              | -                                                 | Censo egipcio de 2027                             |